# Brustiarius nox
Brustiarius nox és una espècie de peix de la família dels àrids i de l'ordre dels siluriformes.

## Morfologia
- Els mascles poden assolir 30 cm de longitud total.[2][3]

## Alimentació
Menja petits crustacis, larves d'insectes aquàtics, insectes terrestres, plantes, detritus, gastròpodes, sangoneres i cucs.

## Hàbitat
És un peix d'aigua dolça i de clima tropical.

## Distribució geogràfica
Es troba als rius Sepik i Ramu (Papua Nova Guinea).